# Kaisário
Kaisário (Kaisario) är en ort i Grekland.   Den ligger i prefekturen Nomós Korinthías och regionen Peloponnesos, i den södra delen av landet, 100 km väster om huvudstaden Aten. Kaisário ligger 844 meter över havet och antalet invånare är 497.
Terrängen runt Kaisário är kuperad åt nordost, men åt sydväst är den bergig. Runt Kaisário är det ganska tätbefolkat, med 96 invånare per kvadratkilometer. Närmaste större samhälle är Xylókastro, 15,2 km norr om Kaisário. 